# Jezuskerk (Kopenhagen)
De Jezuskerk (Deens: Jesuskirken) in de Kopenhaagse wijk Valby werd in opdracht van Carl Jacobsen, een telg uit de tweede generatie van de bierbrouwer Carlsberg, gebouwd als mausoleum voor hem en zijn familie. Hun sarcofagen staan in de crypte. Het door de Deense architect Vilhelm Dahlerup ontworpen kerkgebouw staat bekend om zijn kunstwerken en wordt beschouwd als een van de meest eigenzinnige en onconventionele kerkgebouwen van het land. In de hele kerk zijn er ornamenten en inscripties te vinden die verband houden met de familie. De Jezuskerk werd destijds bekritiseerd omdat veel decoraties aan het gebouw als godslasterlijk werden beoordeeld; het ontwerp zou bovendien 'on-Deens' zijn.

## Geschiedenis

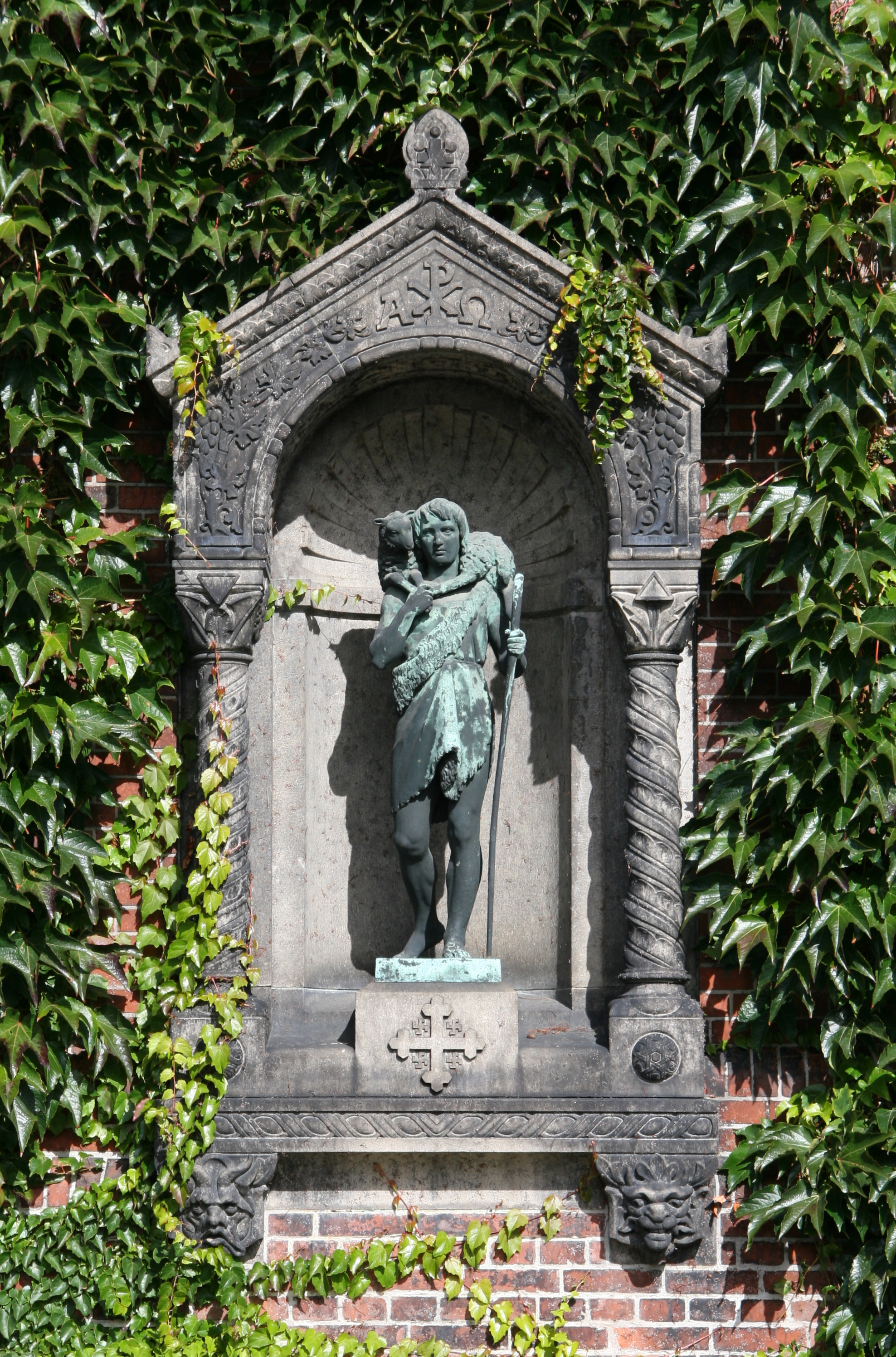
Beeld van de Goede Herder achter de kerk

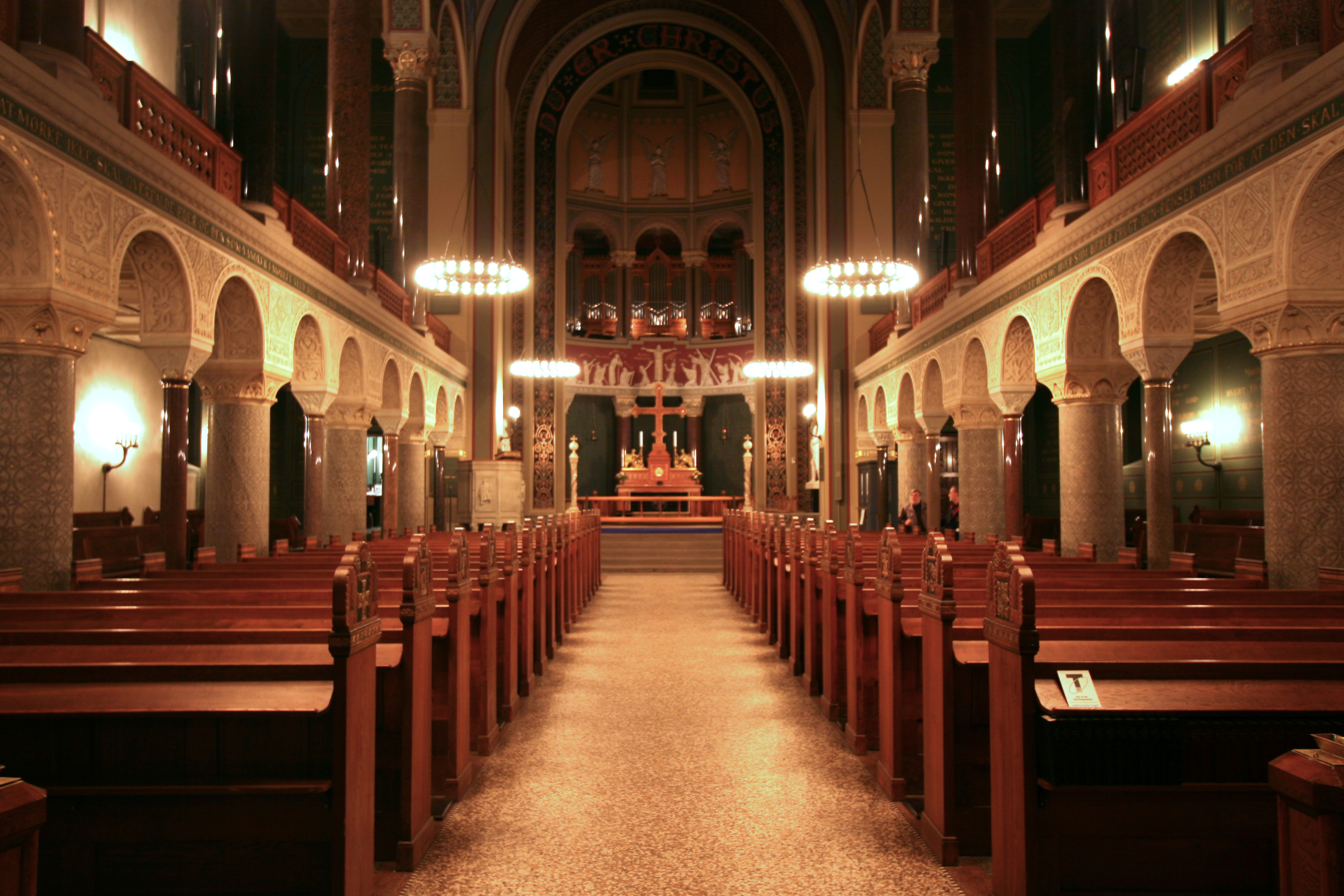
Interieur

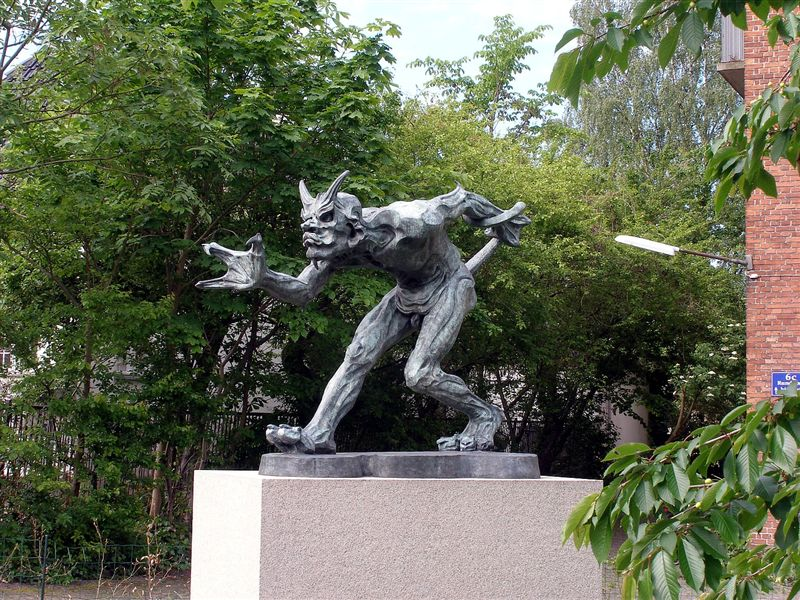
Beeld van de trol die christenbloed ruikt

De oprichter van de bierbrouwerij Carlsberg liet bij zijn overlijden een bedrag van één miljoen Deense kronen na aan de Carlsberg Stichting. Zijn zoon Carl Jacobsen en diens vrouw Ottilia besloten het bedrag voor vier verschillende projecten te verdelen in vier gelijke delen. Het eerste project zou de oprichting van een nieuwe kerk in Valby binnen 10 jaar worden. Het bouwterrein voor de nieuwe kerk was reeds verworven en in 1882 werd de architect Vilhelm Dahlerup de opdracht gegeven het project uit te voeren. Jacobsen droeg de architect op een kerk te bouwen die in schoonheid alle andere kerken in Kopenhagen moest overtreffen. De kerk moest beantwoorden aan de stijl van een vroeg-christelijke basiliek zoals die ooit in Italië en Frankrijk waren gebouwd.
Met de bouw van de Jezuskerk werd in 1884 begonnen. Het begrote bedrag bleek ontoereikend, maar Carl Jacobsen zette zijn project door en na voltooiing van de bouw hadden de totale kosten het oorspronkelijke budget viervoudig overschreden. Het gebouw werd ingewijd op 15 november 1891, maar de campanile werd pas in de jaren 1894-1895 toegevoegd.

## Het gebouw
Vilhelm Dahlerup was in zijn tijd een van de meest gerenommeerde architecten van Denemarken. Hij kreeg bij zijn opdracht echter een aantal nauw omschreven instructies en Jacobsen gaf hem als leidraad  een aantal foto's van oude kerken en kunstwerken in Ravenna.
Anders dan gebruikelijk heeft de kerk een noord-zuidoriëntatie met het altaar op het zuiden. Het is gebouwd als een basiliek met een driehoekig koor, bekroond met een negenhoekige koepel en een veelhoekige lage spits. De toren staat vrijstaand bij de noordoostelijke hoek van de kerk en bevat in de tracering als decoratie swastica's, hetgeen zowel Viking- als vroegchristelijke symbolen zijn.
De voorgevel van het kerkgebouw wordt gedomineerd door drie grote bogen, rustend op twee zware granieten zuilen met karakteristieke kapitelen, die toegang geven tot het voorportaal. Boven de bogen heeft het fronton gecompliceerde versiering. In de hoeken van de bovenbouw zijn de symbolen van de vier evangelisten aangebracht. Boven in de top staat het beeld van Christus voor het kruis. Het roosvenster met een diameter van 4,5 meter is het grootste van zijn soort in Denemarken. In het middenveld van de davidster in het roosvenster is een bronzen klok aangebracht.
De achterzijde van het gebouw beschikt over een nis met een beeld van de Goede Herder. De twee zuilen en de boog van de nis bevatten gebeeldhouwde symbolen van de dierenriem. Daaronder de koppen van de Groene Man en de Gehoornde God.

## Interieur
Het middenschip wordt geflankeerd door twee zijbeuken met galerijen, die elk door elf pijlers worden gedragen. De bogen boven de galerijen worden ondersteund door vijf zuilen.
Het altaar is voorzien van een pentagram. Het fries boven het altaar bevat o.a. reliëfs van Godfried van Bouillon, symbolen van de tempeliers, heiligen, apostelen en Johannes de Doper en Maria Magdalena aan de voet van het kruis van Jezus. In de triomfboog staan de woorden Du er Christus (vertaling: Gij zijt Christus). De kerk bevat ook 12 gebrandschilderde ramen van C.N. Overgaard, waarvan één met een gehoornde Mozes.
Op de galerij in het koor staat het orgel dat door de Franse orgelbouwer Aristide Cavaillé-Coll werd gebouwd. Het doopvont werd door Jens Adolf Jerichau ontworpen in de vorm van een rots met als bekken een schelp tussen de engelen van Geloof en Hoop. Tegenover het doopvont staat een monument van twee engelen voor de familie Jacobsen, een werk van Pietro Tenerani gebaseerd op een tekening van Thorvaldsen. Tevens bevindt zich in het koor een herinneringsplaquette voor Jacobsen en zijn vrouw Ottilia.
De preekstoel dateert uit 1934.
In de crypte onder de kerk staan de sarcofagen van de familie Jacobsen. In de campanile hangen vier klokken die werden vernoemd naar de kinderen van Carl Jacobsen.

## Voor de kerk
Het grote kruis in het bloemenperk is een werk van Jens Adolf Jerichau en verving een kopie van Michelangelo's beeld van Mozes uit de Sint Petrus' Bandenkerk te Rome. Vlakbij staat het in opdracht van Carl Jacobsen gemaakte beeld van Niels Hansen Jacobsen met de titel Trold, der vejrer kristenblod (trol die christenbloed ruikt). Het werd in 1901 voor de kerk geplaatst, maar veel parochianen namen aanstoot aan het beeld en het moest daarom worden verwijderd. Het kreeg een nieuwe plek in de tuin van Ny Carlsberg Glyptotek, waar het nog altijd staat. In 2002 werd op initiatief van de kerk een kopie van het beeld op de oude plek teruggeplaatst.

## Afbeeldingen

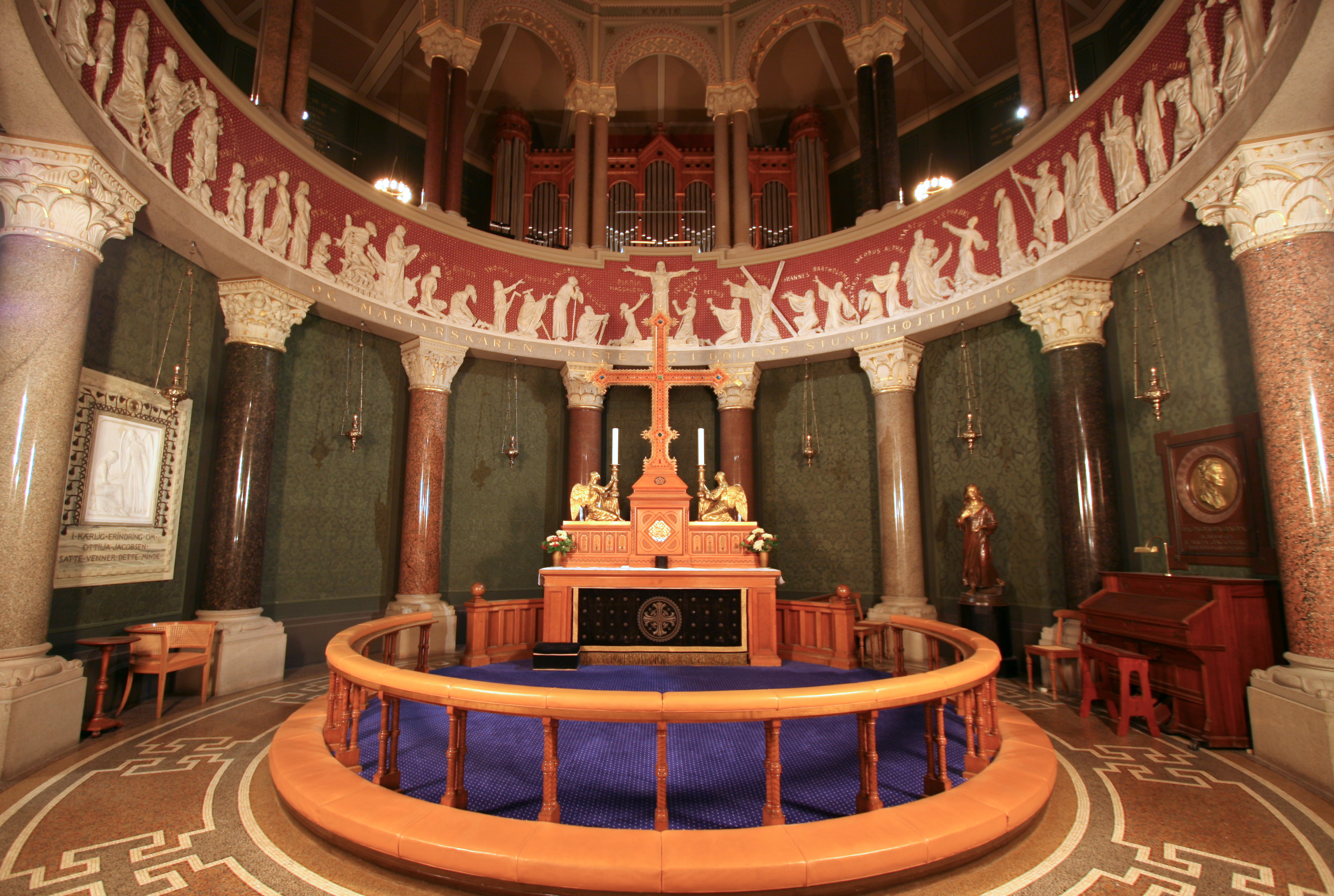
Altaar en Cavaillé-Coll orgel
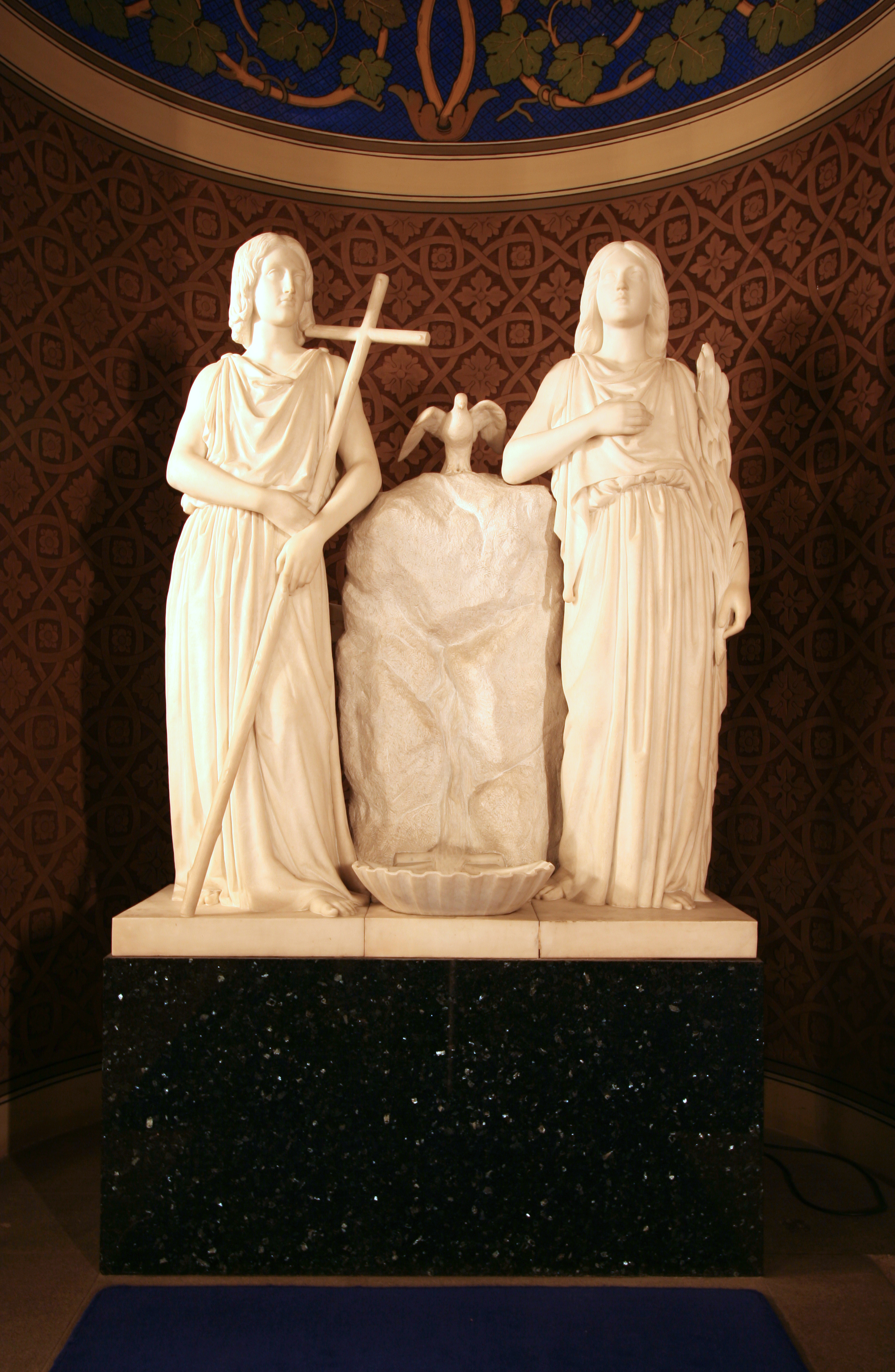
Doopvont
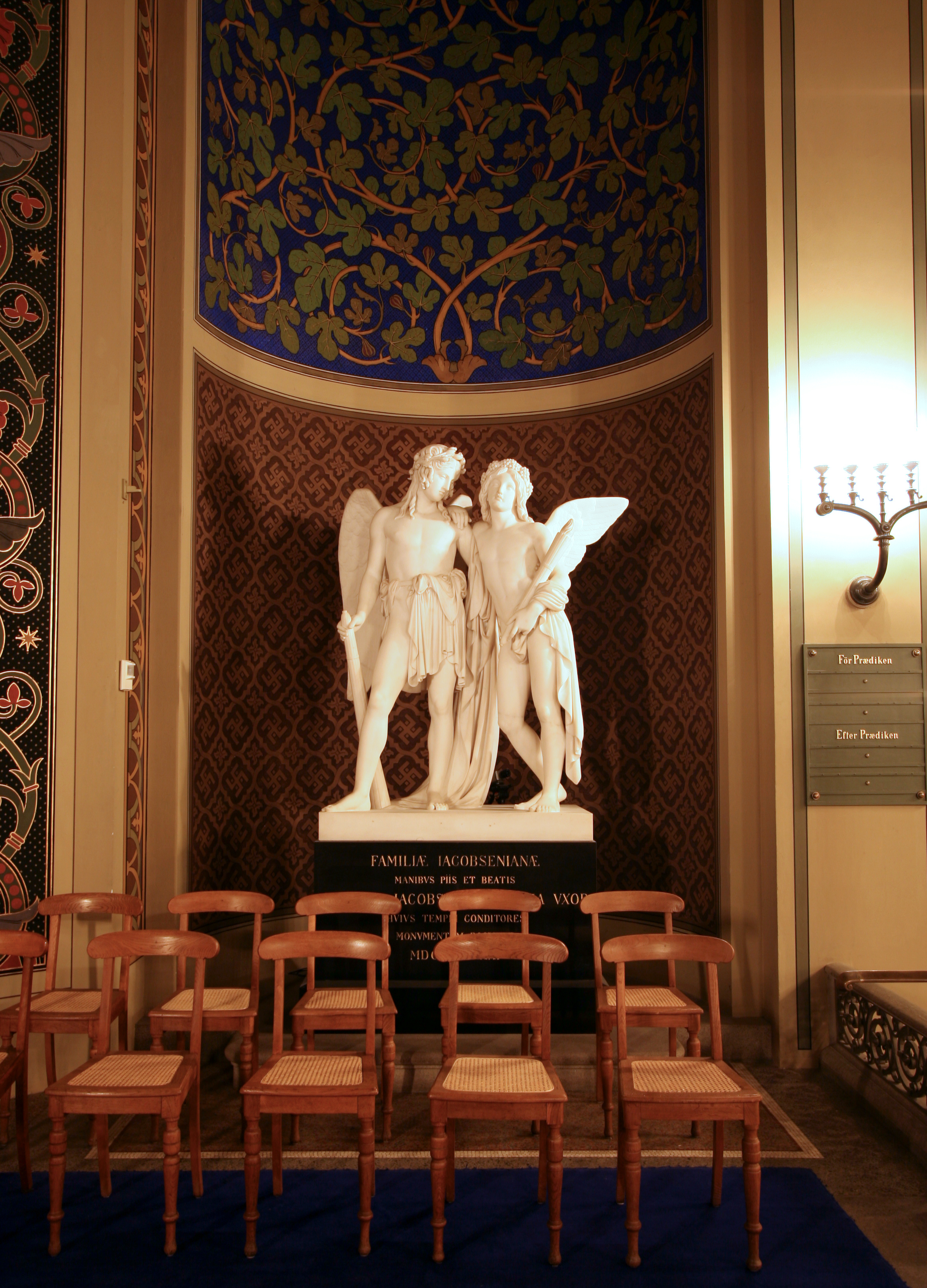
Monument tegenover het doopvont
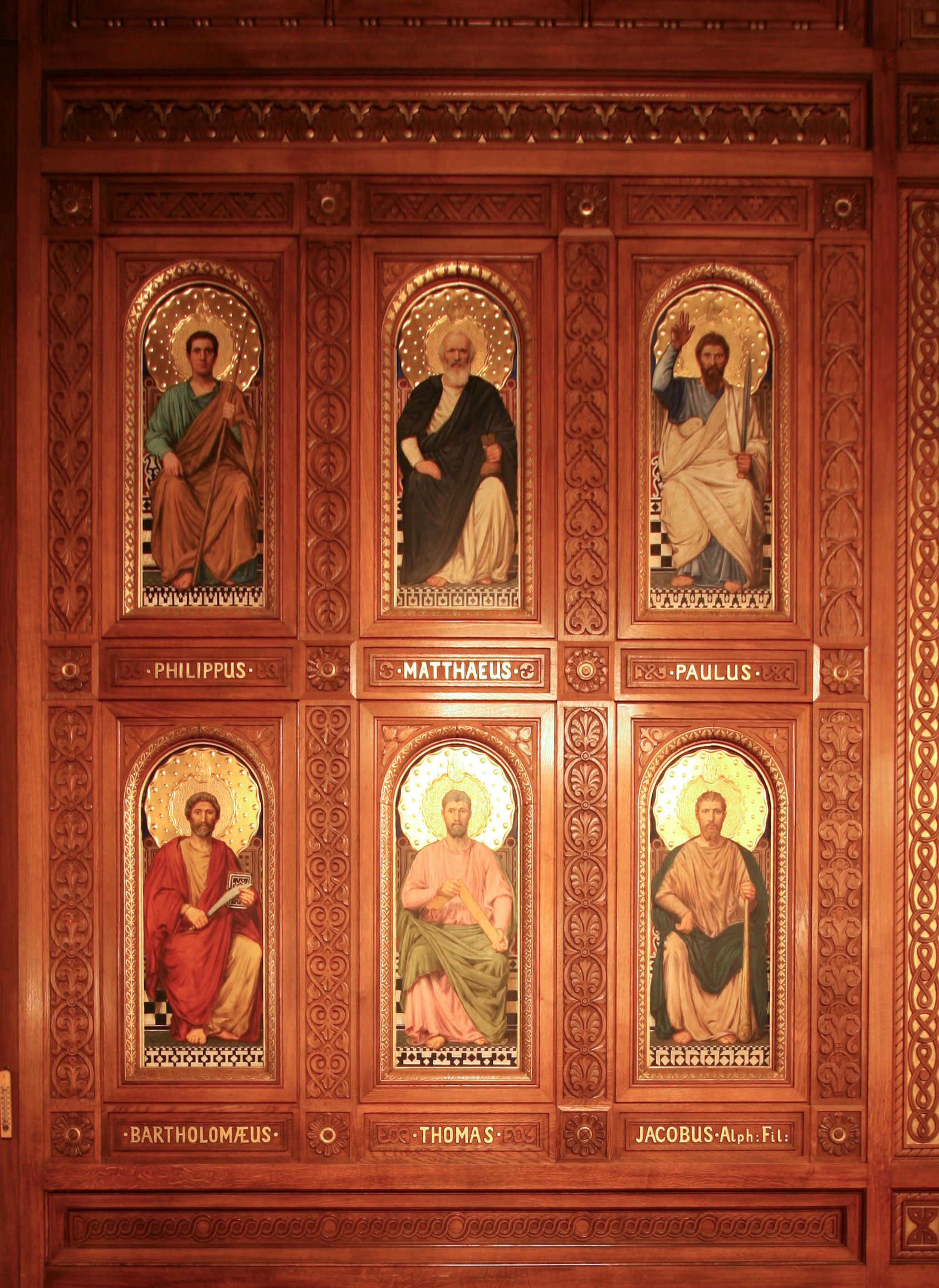
Deel van de noordelijke wand met de apostelen
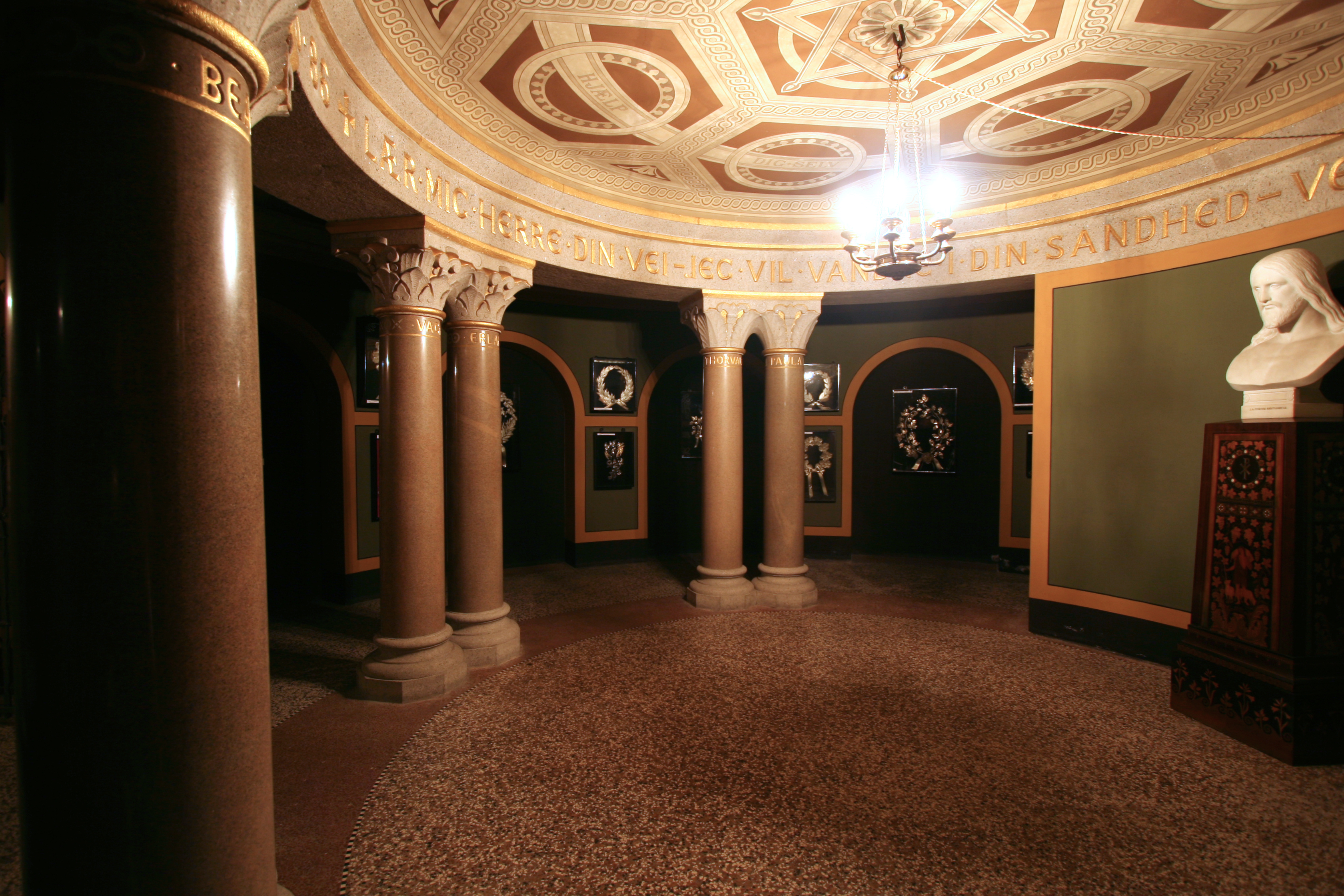
Crypte
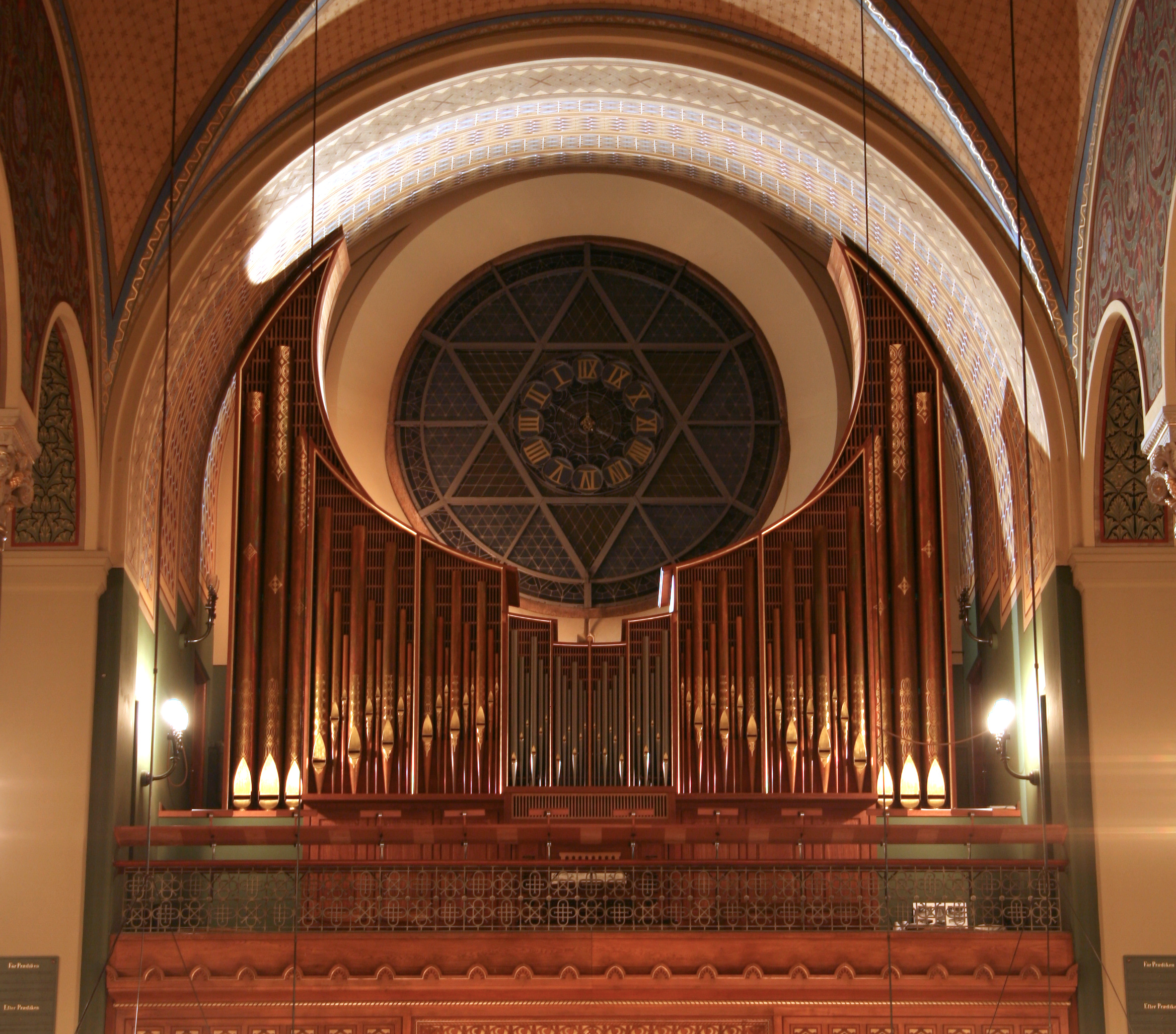
Jensen & Thomsen orgel (1993)